# Hyundai Arnejs
De Hyundai Arnejs is een compacte middenklasse model van het Zuid-Koreaanse merk Hyundai.
Het model is een prototype voor een nog te ontwikkelen auto in het zogenaamde C-segment, het segment waarin auto's als de Volkswagen Golf en Opel Astra met elkaar concurreerden. De auto zou in Tsjechië worden geproduceerd. Hyundai verwachtte in 2007 het model op de markt te kunnen brengen.

## Specificaties
- Wielbasis: 2649mm
- Lengte: 4335mm
- Hoogte: 1488mm
- Breedte: 1840mm